# Guaria morada (canción)
Guaria morada es una canción típica de Costa Rica, cuya letra es obra de Aníbal Reni (Eulogio Porras Ramírez) Nació el 16 de octubre en 1895 en la ciudad de Alajuela y murió en 1966.
Autor de varios libros de cuentos y poesías, entre ellos: Serranías (1923); Arañitas de Cristal (1967); Sacanjuches (1992),; Racados Criollos (1997) y es también el Autor de las Letras de las piezas típicas Pampa (con música del maestro Jesús Bonilla) y coautor de La guaria morada. Escrita en 1934, se le considera uno de los principales himnos de este país, dado que, como su nombre lo indica, está dedicada a la guaria morada, que es la flor nacional de Costa Rica. Junto a la canción Caña dulce, es considerada una de las melodías más representativas de la música folclórica costarricense de la Región Central del país, también llamada "música aldeana".

## Música
El ritmo de Guaria morada es el denominado aire nacional, ritmo muy acompasado, con lejanas reminiscencias del vals, pero mucho más lento. Precisamente la música de Guaria morada se considera el ejemplo más representativo de este ritmo musical. Ha sido grabada e interpretada por múltiples artistas nacionales e internacionales.

## Letra
Tradicionalmente en la Costa Rica de finales del siglo XIX y principios del siglo XX, se solían cultivar las guarias moradas en los muros de los patios internos y los techos de muchas casas antiguas, en los jardines o en los solares de las casas, pero era clásico verlas en la parte externa, en las tapias de adobe, o bahareque, y sobre tejas de barro.

Sobre la tapia entejada

sus pétalos suaves agita

la linda guaria morada

flor de esta tierra bendita.

Se encuentra como un lucero

colgadita en la enramada

cuando en lo oscuro el jilguero

va enredando su tonada.

Por la orilla de los ríos

adornando las quebradas

donde son los montes fríos

y están las aguas heladas.

Florecita lindo paje,

florecita nazarena

el luto de tu ropaje,

es el mismo de mi pena.

El jazmín siempre blanquea

y sangran las amapolas,

sólo en febrero tumbea

el amor de tus corolas.

Florecita veranera

de la pampa y de la loma,

como tú soy primavera,

como tú no tengo aroma.

Sobre la tapia entejada,

en la roca y el raudal

luce la guaria morada,

la linda flor nacional.

Ella es emblema y es gala

que embellece y glorifica,

como un celaje hecho ala

que protege a Costa Rica.